# نازک العابد
نازک العابد (انگلیسی: Nazik al-Abid; زاده ۱۸۸۷ – درگذشته ۱۹۶۰) فعال حقوق زنان و منتقد اهل سوریه بود. او به عنوان یک فعال حقوق زنان و منتقد مستعمرات عثمانی و فرانسوی در سوریه شناخته می‌شد. او اولین زنی بود که به دلیل نقشش در تشکیل انجمن ستاره سرخ، در پیروی از نهضت بین‌المللی صلیب سرخ و هلال احمر در نبرد میسالون در ارتش سوریه، رتبه و جایگاه به دست آورد. نازک العابد برای استقلال ملی و حق زنان برای کار و حق رأی زنان در سوریه یک انقلابی بود